# Expressivisme
L'expressivisme est une théorie méta-éthique relative à la signification du langage moral. Selon l'expressivisme, les phrases qui emploient des termes moraux comme « Il est mal de torturer un être humain innocent » ne sont pas des descriptions ou des affirmations de faits. Les termes moraux tels que « mal », « bon » ou « juste » ne se réfèrent pas non plus à des propriétés réelles et immanentes. La fonction principale des phrases morales, selon l'expressivisme, n'est pas d'énoncer quelque fait que ce soit mais plutôt d'exprimer une attitude évaluative vis-à-vis d'un objet d'évaluation. L'expressivisme est ainsi une forme de non-cognitivisme moral.
Parce que la fonction du langage moral est non descriptive, les phrases morales ne possèdent aucune condition de vérité et n'ont en elles-mêmes aucune valeur de vérité.

## L'expressivisme
L'expressivisme est une forme d'anti-réalisme, position d'après laquelle il n'existe pas de faits moraux que les phrases morales décriraient ou représenteraient, ni même de propriétés morales auxquelles les termes moraux se rapporteraient. Les expressivistes nient la thèse selon laquelle les énoncés moraux sont des comptes-rendus de faits spécifiquement moraux (le kantisme, par exemple) ainsi que l'idée qu'ils décrivent des faits (à l'instar de l'éthique intuitionniste). 
Puisque la fonction du langage moral n'est pas descriptive, on ne peut plus envisager que le discours moral se fourvoie par des allégations ontologiques erronées.

## Expressivisme et subjectivisme
Pour les partisans de l'expressivisme, la fonction des phrases morales telles qu'elles sont employées dans le discours ordinaire ne consiste pas à décrire les attitudes morales du locuteur. Les expressivistes se montrent donc critiques à l'égard du subjectivisme moral, au moins dans sa forme descriptive : celle où est avancée l'idée que les énoncés du type « X est bon / mauvais » signifient « j'approuve / désapprouve X ». En tant que théorie descriptiviste, le subjectivisme maintient, contre l'expressivisme, que les phrases morales sont utilisées pour représenter des faits, à savoir des faits relatifs aux états psychologiques du sujet.

## Développement historique: dunon-cognitivisme/émotivismeà l'expressivisme cognitif
| Quelques philosophes expressivistes | Ouvrage représentatif :              | Année |
| ----------------------------------- | ------------------------------------ | ----- |
| A. J. Ayer                          | Language, Truth, and Logic           | 1936  |
| C. L. Stevenson                     | The Emotive Meaning of Ethical Terms | 1937  |
| R. M. Hare                          | The Language of Morals               | 1952  |
| Simon Blackburn                     | Essays in Quasi-Realism              | 1993  |
| Allan Gibbard                       | Wise Choices, Apt Feelings           | 1990  |
| Mark Timmons                        | Morality without Foundations         | 1999  |
| Terence Horgan (avec Mark Timmons)  | Cognitivist Expressivism             | 2006  |

Certaines versions initiales de l'expressivisme sont apparues au début du XXe siècle, en association avec le positivisme logique. Ces premières approches sont généralement qualifiées de « non-cognitivistes ». L'émotivisme de A. J. Ayer en est un exemple bien connu. 
Selon l'émotivisme, l'acte de prononcer une phrase morale du type « X est bon (mauvais) » est étroitement apparenté à l'expression d'une attitude émotionnelle positive (ou négative) vis-à-vis de X, et un tel énoncé peut être paraphrasé en « Vive X » ou « À bas X ! ».
C. L. Stevenson a également développé une importante version de l'émotivisme.
Au début du milieu du XXe siècle, R. M. Hare est un important défenseur de l'expressivisme / non-cognitivisme. Les idées de Hare sont appelées prescriptivistes (en référence au prescriptivisme universel) parce qu'il analyse les phrases morales comme étant universalisables, dépassant les simples prescriptions ou impératifs. Un prescriptiviste pourrait paraphraser « X est bien » en « faites X ! ».
Les versions plus récentes de l'expressivisme, telles que le quasi-réalisme de Simon Blackburn, l'expressivisme normatif d'Allan Gibbard et l'expressivisme cognitiviste de Mark Timmon et Terence Horgan, ont tendance à se distancier de l'étiquette « non-cognitiviste » appliquée à Ayer, Stevenson et Hare. Ce qui distingue ces expressivistes « nouvelle vague », c'est qu'ils résistent aux analyses réductives des phrases morales ou de leurs états psychologiques correspondants, aux jugements moraux et qu'ils permettent aux phrases et jugements moraux de posséder une valeur de vérité. 
L'appellation d' « expressivisme cognitif » de Horgan et Timmons, en particulier, saisit l'engagement philosophique qu'ils partagent avec Blackburn et Gibbard et consistant à considérer les jugements moraux comme des états psychologiques cognitifs, à savoir des croyances et phrases morales comme véhicules pour des assertions authentiques ou des prétentions à la vérité. Une grande partie du projet expressiviste contemporain est attachée à défendre une théorie de la vérité des phrases morales qui soit compatible avec l'expressivisme mais qui puisse résister à l'objection de Frege-Geach (voir ci-dessous). Les expressivistes ont tendance à compter sur une théorie de la vérité minimaliste, ou déflationniste, pour fournir un compte-rendu irréaliste de la vérité des phrases morales.

## Arguments en faveur de l'expressivisme

### L'argument de la question ouverte
Selon l'argument de la question ouverte (développé à l'origine par l'éthique intuitionniste et le non-naturalisme moral G. E. Moore), pour toute définition proposée d'un terme moral, par exemple « Bon = l'objet du désir », un locuteur compétent qui comprend la signification des termes impliqués dans la déclaration de la définition pourrait tout de même penser que la question « l'objet du désir est-il bon? » reste sans réponse.
Le résultat de cet argument est que les termes normatifs ou moraux ne peuvent pas être analytiquement réduits en termes « naturel » ou non moraux. Les expressivistes soutiennent que la meilleure explication de cette irréductibilité est que les termes moraux ne sont pas utilisés pour décrire des objets mais plutôt pour les évaluer. Beaucoup de philosophes considèrent les expressivistes ou non-cognitivistes comme « les véritables bénéficiaires historiques de l'argument de la question ouverte ».
Quelques réalistes moraux maintiennent qu'une réduction synthétique de termes moraux en termes naturels est possible. D'autres réalistes (dont Moore lui-même) ont conclu que les termes moraux se rapportent à des propriétés ou relations non-naturelles, sui generis ; mais le non-naturalisme est vulnérable à l'argument de bizarrerie (voir ci-dessous).

### L'argument du désaccord moral
Des personnes peuvent être en désaccord dans leurs évaluations morales d'un même objet, tout en possédant les mêmes informations sur les faits « naturels » ou descriptifs relativement à l'objet de l'évaluation. Les expressivistes soutiennent que ce désaccord moral profond est la preuve que le jugement moral n'est pas une espèce de jugement descriptif ou factuel.

## Objections à l'expressivisme

### Problème de l'intégration (ou objection Frege-Geach)
Le problème Frege-Geach, ainsi nommé d'après Peter Geach qui l'a développé à partir des écrits de Gottlob Frege, affirme qu'en souscrivant à l'expressivisme, on accepte nécessairement que le sens de la proposition « Il est mal de dire des mensonges » diffère du sens de la même proposition lorsqu'elle est intégrée dans un énoncé conditionnel de la façon suivante : « S'il est mal de dire des mensonges, alors il est mal de faire mentir ton petit frère ». Par conséquent, l'expressivisme constitue une explication inadéquate du langage moral.
Le problème Frege-Geach énonce que la proposition « il est mal de faire mentir ton petit frère » peut être déduite des deux prémisses du modus ponens suivant :
- Il est mal de dire des mensonges.
- S'il est mal de dire des mensonges, alors il est mal de faire mentir ton petit frère.
- Donc il est mal de faire mentir ton petit frère.

Dans la seconde déclaration, le compte-rendu expressiviste semble échouer en ce que le locuteur affirmant la prémisse hypothétique n'exprime pas de position morale à l'égard du mensonge, ni de condamnation ou quoi que ce soit d'autre. Le partisan de l'expressivisme ne peut donc pas tenir compte de la signification du langage moral dans ce genre de contexte invalide. 

### Argument de l'intention/fonction illocutoire
Terence Cuneo argumente contre l'expressivisme au moyen de la prémisse suivante :
« Il est faux que, dans des conditions optimales ordinaires, quand un agent accomplit l'acte propositionnel de proférer sincèrement une phrase morale, cet agent n'entend pas ainsi faire valoir une proposition morale mais a l'intention d'exprimer une attitude à l'égard d'un état non-moral des choses ou de l'objet. »
Les partisans de l'expressivisme sont soucieux de préserver les participants à la pensée morale et au discours ordinaire d'accusations d'erreur profonde. Mais Cuneo souligne qu'il est évident que beaucoup de ces participants ont l'intention de représenter une réalité factuelle morale quand ils font des jugements moraux.
Par conséquent, si les expressivistes ont raison de dire que le langage moral n'est pas correctement utilisé pour énoncer des affirmations factuelles et descriptives, de nombreux participants au discours moral ordinaire sont frustrés dans leur intentions relatives à la fonction illocutoire. Pour ces raisons, il est soutenu que nous devrions renoncer à l'expressivisme, à moins que les expressivistes ne renoncent à leur exigence que l'expressivisme ne soit pas une vue essentiellement révisionniste de la pensée et du discours moraux.

## Source de la traduction
- (en) Cet article est partiellement ou en totalité issu de l’article de Wikipédia en anglais intitulé « Expressivism » (voir la liste des auteurs).